# 시피오네 보르게세
시피오네 보르게세(이탈리아어: Scipione Borghese, 이탈리아어 발음: [ʃiˈpjoːne borˈɡeːze; -eːse], 1577년 9월 1일~1633년 10월 2일)는 이탈리아의 추기경이자 예술품 수집가이자, 후원자이다. 보르게세 가문의 일원인 그는 화가 카라바조와 잔 로렌초 베르니니의 후원자였다. 그의 유산은 로마의 빌라 보르게세에 미술 컬렉션을 설립한 것이다.

## 생애

### 어린 시절
그는 프란체스코 카파렐리와 오르텐시아 보르게세의 아들인 시피오네 카파렐리라는 이름으로 아르테나에서 태어났다. 그의 아버지가 재정적 어려움에 직면했기 때문에 시피오네의 교육은 그의 외삼촌 카밀로 보르게세가 지불했다. 1605년 카밀로가 교황 바오로 5세로 선출되자, 그는 스키피오네에게 재빨리 추기경직을 수여하고, 보르게세 이름과 문장을 사용할 수 있는 권한을 주었다.
보르게세 추기경은 교황의 친족주의의 고전적인 패턴에서 교황의 비서관이자 바티칸 정부의 실질적인 수장으로서 막강한 권력을 휘두른다. 그는 자신과 교황을 대신하여 교황의 수수료와 세금으로 막대한 재산을 모았고, 보르게세 가문의 방대한 토지를 확보했다.

### 추기경
시피오네는 그의 삼촌으로부터 많은 영예를 받았다. 그는 교황청 국가의 총감독, 아비뇽의 사절, 라테라노와 바티칸 대성당의 대사제, 은총의 서명 지사, 코엘리안의 수비아코와 산 그레고리오 다 사솔라 수도원장, 로마 가톨릭 교회의 사서가 되었다. 그는 또한 카말돌레세와 올리베탄스의 수호자, 수도회의 도미니코회 수도회의 대교도소, 사도 서기, 볼로냐 대주교, 독일과 합스부르크 네덜란드 수호자의 직책을 맡았다. 로레토의 신전과 스위스 경비대, 그리고 수많은 다른 교회 직위를 맡았다. 이 사무실들 각각에서 추기경은 봉급을 받았다. 1609년 그의 수입은 약 90,000 스쿠디였으며, 1612년에는 140,000 스쿠디에 달했다. 그는 막대한 부를 가지고 몬테포르티노와 올레바노 로마노 마을을 자가롤로 공작 피에르 프란체스코 콜로나로부터 280,000 스쿠디에 샀다.
조카 추기경 (1692년 폐지될 때까지의 공식 직위)으로서 보르게세는 교황령의 내외부 정치 문제를 총괄하게 되었다. 또한 바오로 5세는 교황과 보르게세 가문의 재정 관리를 조카에게 맡겼다.

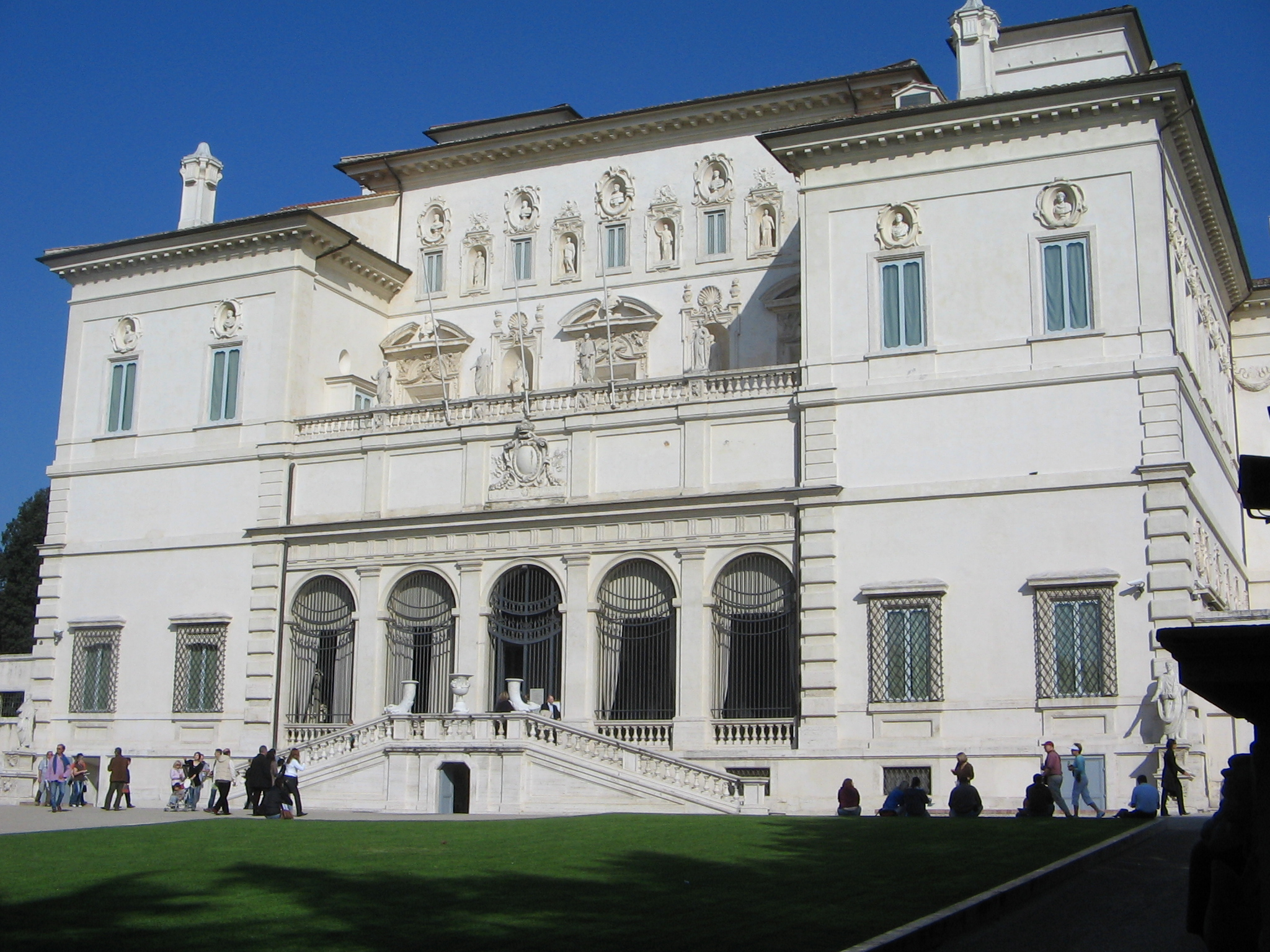
빌라 보르게세

보르게세는 보르게세 가문의 투자자금을 마련하기 위해 교황 정부의 수많은 ‘선물’을 활용함으로써 많은 논란과 분노를 불러일으켰다. 임대 부동산을 재정적 안정을 보장하는 가장 효율적인 수단으로 확인하고, 그는 로마 남쪽의 약 1/3의 땅을 포함하여 전체 도시와 기타 광범위한 부동산을 구입했다. 그는 조카 추기경으로서의 권위를 이용하여 종종 소유주들에게 상당한 할인가에 자신의 소유물을 팔도록 강요했다. 따라서 보르게세는 가문의 재산이 교회 직분에 영구적으로 의존하지 않도록 했다.
시피오네 보르게세 추기경은 1633년 로마에서 사망하여 산타마리아 마조레 대성전의 보르게세 예배당에 묻혔다.

### 사생활
동시대 사람들은 시피오네의 동성애 가능성으로 인해 발생한 거의 대중적인 스캔들에 대해 논평했으며, 강한 동성애적 함축과 함께 예술품 수집에 대한 그의 취향이 반영되었다. 1605년, 시피오네는 그가 친밀한 관계를 맺고 있던 스테파노 피나텔리를 로마로 데려와 삼촌을 화나게 만들었다고 한다.
후기 작가 가에타노 모로니가 시피오네를 묘사한 글에 따르면 :

...스테파노의 애정을 염두에 두고 그를 로마로 초대하고 그를 법정에 데려갔고, 그곳에서 스테파노는 추기경보다 높은 지위를 얻었고 그의 조언에 따라 모든 것을 했다. 신하들 사이에서 시기와 질투가 그에게 악의적이고, 악의적인 중상을 퍼붓는 것으로 충분했고, 추기경과 대사는 스테파노가 혐오스러운 악덕으로 가득 차 있으며, 조카의 명예를 위해 그를 완전히 추방할 필요가 있다고 교황에게 보고하게 되었다.

시피오네는 그 후 길고 심각한 병에 걸렸다가 피나텔리의 초청 허락을 받고서야 회복되었다. 교황은 피나텔리를 계속 감시하기로 결정하고 그를 서품하게 했고, 그의 경력이 시작되어 1621년 추기경이 되었다.  실제로 이탈리아의 역사가 로렌초 카르델라는 피냐텔리가 보르게세 추기경이 행사한 “부당한 영향력”에 대해 로마 종교재판에서 두 번이나 무죄 판결을 받았다고 언급한다.
그러나 최근에 발표된 조반니 안토니오 마르타의 첩보 보고서는 이러한 공식 조사 결과에 반하며, 시피오네 추기경의 동성애 성향을 실질적으로 확인시켜 준다. 여기에는 시피오네가 “미칠 정도로” 사랑한다고 말하며, 추기경의 모자를 확보하기로 결심한 귀족에 대한 보고가 포함된다. 18세의 한 청년이 추기경의 침대를 떠난 후 그의 하인들에 의해 시피오네의 대기실에서 살해된 것으로 추정되는 더 어두운 에피소드도 있다.

## 건축물 프로젝트

### 정원
보르게세는 다양한 예술가들이 로마 저택에서 수행한 광대한 정원, 퀴리날레의 보르게세 궁전 (주로 1610-16년)과 보르게세 빌라 (1613년에 시작하여 추기경의 남은 생애 동안 정교화 됨) 개발에 특별한 관심을 보였다. 이 영향력 있는 정원은 모두 폭포와 같은 혁신적인 요소를 특징으로 하며, 울창한 나무숲을 통합하여 도시 내에서 시골의 한적함을 제공했다.

### 교회 복원
그의 경력의 전반부에 시피오네의 교회 건물은 그의 공로 또는 직위 의무와 관련이 있었다.